# Gira GP
La Gira GP es la que realizó el cantante chileno Gepe para promocionar su cuarto disco de estudio GP. Recorriendo los países de Chile, México, Argentina, Colombia y Estados Unidos. Durante esta gira tocó por primera vez en el "Festival del Huaso de Olmué" y en el "Festival Internacional de Viña del Mar", y en 2014 en el Teatro Caupolicán festejando sus 10 años de carrera, donde el concierto contó con la participación de sus amigos músicos como invitados.

## Banda
- Gepe: Voz, batería y guitarra acústica
- Felicia Morales: Chelo y teclado (2012-13)
- Christiane Drapela: teclado
- Manuela Baldovino: guitarra eléctrica (desde 2013)
- Dj DeMentira: sintetizadores y samplers (desde 2014)
- Yeimy Navarro: bailarina

## Músicos invitados
- Pedropiedra ("Viña 2014" y "Gepe y amigos")
- Juanita Parra ("Semana de la Independencia 2014", "Viña 2014" y "Gepe y amigos")
- Alex Anwandter ("Gepe y amigos")
- Javiera Mena ("Viña 2014" y "Gepe y amigos")
- Manuel García ("Gepe y amigos")
- Carla Morrison ("Lunario del Auditorio Nacional 2013")
- Julieta Venegas ("Lunario del Auditorio Nacional 2013")
- Carlos Cabezas ("Gepe y amigos")
- Felicia Morales ("Gepe y amigos")

## Lista de canciones
| Gepe y amigos |
| --- |
| 1. Amigos vecinos 2. Bacán tu casa 3. Con un solo zapato no se puede caminar 4. Libre 5. Marinero capitán 6. Hoy día la fiesta 7. Ayelén 8. Campos magnéticos (con Alex Anwandter) 9. Mundo real (Alex & Daniel con Alex Anwandter) 10. Platina (con Carlos Cabezas) 11. Celosía 12. Un día ayer (con Javiera Mena) 13. Fruta y té 14. Por la ventana (con Manuel García) 15. La bajada 16. Danza rota (Soda Stereo) 17. Piedra contra bala 18. Los barcos 19. Estado de vista 20. Namás 21. No te mueras tanto 22. 12 minerales 23. Bailar bien, bailar mal 24. Melipilla 25. Alfabeto (con Juanita Parra) 26. Bomba chaya (con Juanita Parra) 27. Esgrima 28. Las piedras (con Pedropiedra) 29. En la naturaleza (con Pedropiedra) 30. Un gran vacío 31. La enfermedad de los ojos |

## Presentaciones

### 2012
| Fecha           | Ciudad      | Lugar                             | Notas                          |
| --------------- | ----------- | --------------------------------- | ------------------------------ |
| Chile           |             |                                   |                                |
| 24 de octubre   | Santiago    | Club Chocolate                    | Lanzamiento                    |
| 9 de noviembre  | Santiago    | Club Subterráneo                  |                                |
| 10 de noviembre | Chillán     | Estadio Nelson Oyarzún            | Telonero: Jorge González       |
| 10 de noviembre | Chillán     | Magnolia Bar                      |                                |
| 17 de noviembre | Santiago    | Parque Bicentenario               | La Cumbre del Rock Chileno III |
| 18 de noviembre | Santiago    | Centro Cultural Estación Mapocho. | Pulsar 2012                    |
| México          |             |                                   |                                |
| 26 de noviembre | Guadalajara | Foro Expo                         | Feria del Libro de Guadalajara |
| 29 de noviembre | México D.F. | Pasagüero                         |                                |
| 30 de noviembre | Toluca      |                                   |                                |

### 2013
| Fecha            | Ciudad          | Lugar                                        | Notas                                   |
| ---------------- | --------------- | -------------------------------------------- | --------------------------------------- |
| Chile            |                 |                                              |                                         |
| 20 de enero      | Olmué           |                                              | Festival del Huaso de Olmué             |
| 9 de febrero     | Valparaíso      | Muelle Barón                                 | Rockódromo                              |
| México           |                 |                                              |                                         |
| 9 de marzo       | Monterrey       |                                              | Festival Nrmal                          |
| Estados Unidos   |                 |                                              |                                         |
| 12 de marzo      | Austin          |                                              | SXSW - Friends, Sounds from Chile.      |
| 14 de marzo      | Austin          |                                              | SXSW - Warp showcase.                   |
| México           |                 |                                              |                                         |
| 17 de marzo      | México D.F.     | Foro Sol                                     | Vive Latino                             |
| 21 de marzo      | México D.F.     | Caradura                                     | Noche Chilena                           |
| Chile            |                 |                                              |                                         |
| 6 de abril       | Santiago        | Parque O'Higgins                             | Lollapalooza                            |
| Argentina        |                 |                                              |                                         |
| 12 de abril      | Capital Federal | Studio Crobar                                | MSTRPLN                                 |
| Uruguay          |                 |                                              |                                         |
| 13 de abril      | Montevideo      |                                              | Festival Contrapedal                    |
| Chile            |                 |                                              |                                         |
| 18 de abril      | Santiago        | Centro Cultural Amanda                       | Gira Capital LG                         |
| 4 de mayo        | Santiago        | Universidad de los Andes                     | Festival Santander Andes                |
| 29 de mayo       | Santiago        | Bar Liguria                                  |                                         |
| 30 de mayo       | Chillán         | Teatro Municipal                             |                                         |
| 31 de mayo       | La Serena       | Plaza de Armas                               |                                         |
| 5 de junio       | Santiago        | Ópera Catedral                               |                                         |
| 8 de junio       | Valparaíso      | Edificio Cousiño                             |                                         |
| 9 de julio       | Santiago        | Teatro El Zócalo - UDLA                      | Rock & Pop Stage                        |
| 5 de agosto      | Antofagasta     | Explanada Municipalidad                      | Imagina Chile                           |
| 7 de agosto      | Iquique         | Plaza Arturo Prat                            | Imagina Chile                           |
| 9 de agosto      | Arica           | Plaza Colón                                  | Imagina Chile                           |
| México           |                 |                                              |                                         |
| 22 de agosto     | México D.F.     | Lunario del Auditorio Nacional               |                                         |
| Chile            |                 |                                              |                                         |
| 28 de agosto     | Puerto Montt    | Arena Puerto Montt                           |                                         |
| 30 de agosto     | Valdivia        | Parque Saval                                 |                                         |
| 2 de septiembre  | Temuco          | Gimnasio Olímpico Universidad de la Frontera |                                         |
| 4 de septiembre  | Chillán         | Bar Magnolia                                 |                                         |
| 5 de septiembre  | Talcahuano      | La Tortuga de Talcahuano                     |                                         |
| 19 de septiembre | Peñaflor        | Fonda Mallinco                               |                                         |
| 24 de septiembre | Coyhaique       | Centro Cultural                              | Imagina Chile                           |
| 26 de septiembre | Punta Arenas    | Base Naval                                   | Imagina Chile                           |
| 28 de septiembre | Coquimbo        | Palace Coquimbo                              | Imagina Chile                           |
| 18 de octubre    | Santiago        | Centro El Cerro                              | Aniversario 15 años Quemasucabeza       |
| 25 de octubre    | Valparaíso      | Casa Central UTFSM                           |                                         |
| 27 de octubre    | Santiago        | Movistar Arena                               | FIIS                                    |
| 9 de noviembre   | Santiago        | Club Hípico                                  | Festival Frontera                       |
| 27 de noviembre  | Talca           | Universidad de Talca                         |                                         |
| 30 de noviembre  | Chillán         | Estadio Municipal                            | Festival de Todas las Artes Víctor Jara |
| 6 de diciembre   | Talca           |                                              | Mexpo                                   |
| 18 de diciembre  | Santiago        | Teatro La Cúpula                             | Hola GP                                 |

### 2014
| Fecha            | Ciudad               | Lugar                              | Notas                                    |
| ---------------- | -------------------- | ---------------------------------- | ---------------------------------------- |
| Chile            |                      |                                    |                                          |
| 7 de enero       | Concepción           | Foro de la UdeC                    | Concepción en 100 palabras               |
| 10 de enero      | La Serena            | Plaza de Armas                     | Festival ARC                             |
| 17 de enero      | San Pedro de Atacama | Camping Pozo Tres                  | Festival Kunza Raymi                     |
| 18 de enero      | Antofagasta          | Sala Murano                        |                                          |
| 25 de enero      | Valdivia             |                                    | Coronación Reina de Los Ríos 2014        |
| 7 de febrero     | Villarrica           |                                    | Festival Chile Mágico                    |
| 12 de febrero    | Talca                | Balneario Río Claro                | Semana de la Independencia               |
| 26 de febrero    | Viña del Mar         | Anfiteatro de la Quinta Vergara    | Festival Internacional de Viña del Mar   |
| Chile            |                      |                                    |                                          |
| 22 de marzo      | Maipú                | Plaza de Maipú                     | Festival de la Diversidad Daniel Zamudio |
| 5 de abril       | Talca                |                                    | FITAL                                    |
| 20 de abril      | Iquique              | Avenida Arturo Prat                | Más Música Solidaria                     |
| 24 de abril      | Antofagasta          | Universidad de Antofagasta         | Semana Chungunga                         |
| 26 de abril      | Rancagua             | Centro de Eventos San Damián       |                                          |
| 10 de mayo       | Antofagasta          | Explanada Estadio Regional         | Eco Carnaval                             |
| 5 de junio       | Santiago             | Estación Quinta Normal             | Gala de Estación                         |
| México           |                      |                                    |                                          |
| 27 de junio      | Texcoco              | Doppler Bar                        |                                          |
| 28 de junio      | México D.F.          | Lunario del Auditorio Nacional     |                                          |
| Chile            |                      |                                    |                                          |
| 5 de julio       | Santiago             | Movistar Arena                     | Festival Radio Uno                       |
| 11 de julio      | Santiago             | Centro Gabriela Mistral            | Ciclo Invierno Neutral                   |
| Colombia         |                      |                                    |                                          |
| 16 de agosto     | Bogotá               | La Media Torta                     | Rock al Parque                           |
| Chile            |                      |                                    |                                          |
| 6 de septiembre  | Rancagua             | Parque Comunal                     | Día de la Juventud                       |
| 19 de septiembre | Coquimbo             | Explanada Pampilla de Coquimbo     | Festival Pampilla                        |
| 11 de octubre    | Santiago             | Teatro Caupolicán                  | Gepe y amigos                            |
| Argentina        |                      |                                    |                                          |
| 24 de octubre    | La Plata             | Paseo del Bosque                   | Festival del Bosque                      |
| 24 de octubre    | Capital Federal      | Niceto Club                        | Fiesta Invasión                          |
| Chile            |                      |                                    |                                          |
| 25 de octubre    | Santiago             | Colegio del Verbo Divino           | Festival Alcántara                       |
| México           |                      |                                    |                                          |
| 29 de octubre    | Texcoco              | Doppler Bar                        |                                          |
| 31 de octubre    | México D.F.          | Teatro de la Ciudad Esperanza Iris | Cierre                                   |